# Чичкан Артем Васильович
Арте́м Васи́льович Чичкан — солдат Збройних сил України.

## З життєпису
Після закінчення школи навчався в Конотопському технікумі — ремонтник колій. Влітку 2013 року за контрактом пішов до армії, з січня 2014-го у Львові опановував керування танком. З липня 2014-го — в зоні ведення бойових дій — Дмитрівка Новоайдарського району.

## Нагороди
За особисту мужність і героїзм, виявлені у захисті державного суверенітету та територіальної цілісності України, вірність військовій присязі під час російсько-української війни нагороджений
- орденом «За мужність» III ступеня (4.12.2014)